# Vron
Vron é uma comuna francesa na região administrativa de Altos da França, no departamento de Somme. Estende-se por uma área de 20,67 km². Em 2010 a comuna tinha 862 habitantes (densidade: 41,7 hab./km²).